# Port militaire de Cherbourg
Pour les articles homonymes, voir Arsenal (homonymie).
Le port militaire de Cherbourg ou arsenal de Cherbourg est une base navale de la Marine nationale française constituée d'un ensemble d’installations militaires et navales situé dans la rade de Cherbourg, dans le département de la Manche, en région Normandie. Il s’agit de la troisième base navale française, après celle de Toulon et celle de Brest.

## Historique

Plan de la rade et des ports de Cherbourg.

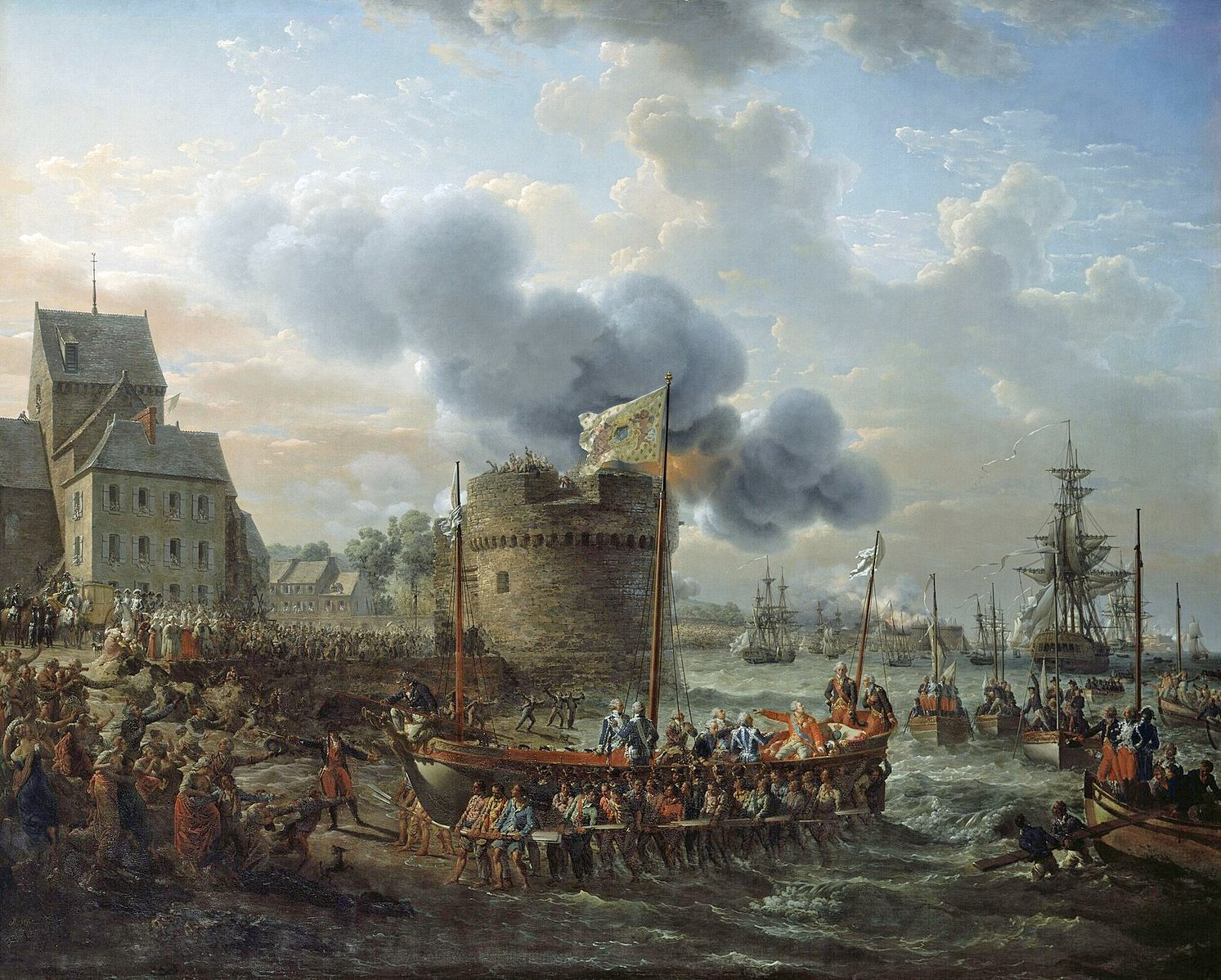
La visite de à Cherbourg en 1786, à l'occasion des travaux pour la digue.

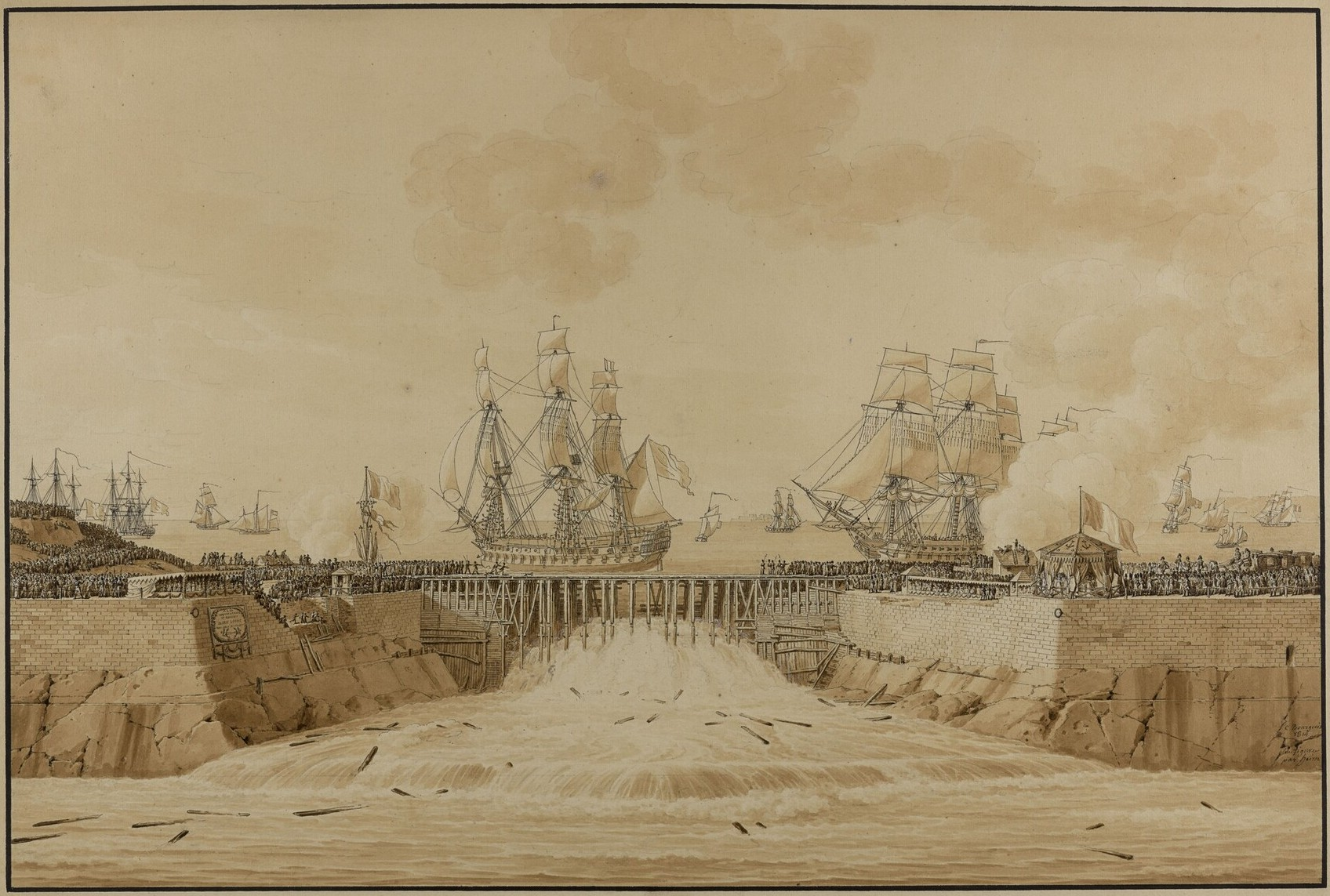
La mise en eau de l'avant port en 1813, en présence de l’impératrice Marie-Louise.

Cherbourg, place forte depuis l'époque romaine, fut l'une des forteresses les plus solides de la guerre de Cent Ans. Mais la cité ne dispose jusqu'au XVIIIe siècle que d'un port d'échouage, aux faibles activités commerciales et sans aménagement militaire.
Le projet d'aménager la côte cherbourgeoise pour permettre aux navires de passage de se mettre à l'abri des attaques et des tempêtes apparaît au XVIIe siècle sous la plume de Vauban qui propose de quadrupler la taille de la ville et de créer une rade artificielle. Abandonné, le projet est à nouveau envisagé par Louis XV jusqu'à la descente anglaise de 1758 qui ravage le port de commerce à peine achevé.
Désireux, dans le contexte de la guerre d'indépendance des États-Unis, de disposer d'un grand port militaire sur la Manche, comparable à celui de Brest sur l'Atlantique, Louis XVI décide l'édification d'un port militaire dans le Cotentin. En 1777, deux projets lui sont présentés : l'ingénieur en chef des Ponts et chaussées et des ports de la généralité de Caen, Armand Lefebvre, prévoit dans le premier la fortification de la rade de Cherbourg autour du port de commerce agrandi. Choquet de Lindu, directeur du génie maritime, privilégie dans le second la construction d'un arsenal de première classe à Saint-Vaast-la-Hougue.
Une étude de comparaison entre les deux rades est alors ordonnée, sous l'autorité de La Couldre de La Bretonnière, qui conclut à la supériorité de la rade de Cherbourg, proposant qu'elle soit « couverte par une jetée de deux mille toises de long, située entre la pointe de Querqueville et les récifs de l'île Pelée », assise sur un fond de 20 mètres.
Pour La Bretonnière, il faut asseoir la digue sur des vieux bâtiments de guerre immergés et de pierres perdues, et de la maçonner sur sa partie supérieure. Mais on préfère le projet innovant de Cessart consistant en une digue à claire-voie, par l'immersion de 90 cônes de bois lestés de pierres, de 30 mètres de diamètre à la base et 20 mètres de hauteur.
Les travaux débutent dans les années 1780. L'île Pelée est fortifiée tandis qu'on immerge, en présence du roi, des cônes en bois, ensuite remplis de pierre, au large du port pour servir de fondations à une digue. Mais les crédits s'épuisent rapidement, ne permettant l'immersion que de 18 cônes lorsque les travaux sont interrompus par la Révolution française.
Ils reprennent à la demande du Premier consul Bonaparte en 1803 (décret du 25 germinal an XI (15 avril 1803)), avec pour objectif l'invasion de l'Angleterre. En 1813, la digue du large qui fait de la rade de Cherbourg la plus grande rade artificielle au monde est achevée. Il charge l'ingénieur Joseph Cachin du creusement, à l'ouest de la ville, de l'avant-port militaire, inauguré le 27 août 1813 par l'impératrice Marie-Louise, et décide de déplacer l'Arsenal au même endroit.
À partir de 1803, protégé des attaques anglaises, Cherbourg devient un repaire de corsaires.
Les bassins Charles X (commencé en 1814, 290 × 220 × 18 mètres) et Napoléon III (commencé en 1836, 420 × 200 × 18 mètres) sont respectivement inaugurés le 25 août 1829 en présence du Dauphin (Louis-Antoine d'Artois), et le 7 août 1858 par le couple impérial.
Ces travaux titanesques de près d'un siècle, qui ont coûté entre 3 et 4 millions de francs or par an, s'achèvent alors que, depuis 1815, le Royaume-Uni n'est plus le grand adversaire. L'ancien port de pêche et de commerce modeste devient, à la fin du XIXe siècle, un pôle militaire et ouvrier dans un Cotentin rural. Au début du siècle suivant, la ville et son agglomération mutent socialement et politiquement au gré des 4 000 ouvriers venus de toute la France pour être employés par l'arsenal, devenu « colonne vertébrale de la ville ». En parallèle, la grande surface d'eau destinée à protéger des navires de guerre qui n'existent plus accueille les paquebots de l'épopée transatlantique reliant l'Europe du Nord à la côté est des États-Unis.
Le port est méticuleusement miné et détruit par les Allemands en juin 1944, et reconstruit par l'armée américaine pour devenir le port principal de l'offensive des Alliés, point de départ de la Red Ball Express, « lacet de chaussure supportant trois millions d'hommes ».

### Le port militaire en 1686
En 1686, quand Vauban vient à Cherbourg pour visiter les défenses côtières, il décrit le port ainsi : il « est dans le plus mauvais état qu'il puisse être… n'ayant point de jetée qui méritent d'en porter le nom… il y a un méchant quai de pierres sèches le long du fauxbourg que le gouverneur y a fait bâtir par les habitants, et puis c'est tout !… ».

### Le port militaire et l'arsenal en 1864
« Le port militaire, situé dans la partie nord-ouest de la ville, est entouré d'une puissante ceinture de fortifications, qui se développent sur une étendue de plus de 5 kilomètres. Elles sont elles-mêmes protégées par de nombreux ouvrages avancés, et par une large fosse que la mer emplit à chaque marée. Pour gagner le Grand-Port, on suit à partir de la place d'Armes, la rue de la paix et la rue de l'Abbaye, dont l'un des côtés est occupé dans toute sa longueur par l'atelier de la corderie. À l'extrémité, se trouve la route qui mène à la porte sud de l'enceinte fortifiée. On franchit le fossé au moyen d'un pont-levis, et on arrive en présence d'une haute muraille, qui englobe les divers édifices maritimes, les ateliers, les cales de construction et les bassins, interdisant ainsi l'accès du port à toute personne étrangère à la marine, et non munie d'un permis de circulation. Mais avant de pénétrer à l'intérieur, jetons un coup d'œil sur le beau bâtiment placé à notre gauche, et enclavé dans la seconde enceinte. Il se compose d'un corps de logis principal, affecté au service de la Majorité, et de deux ailes ; l'une renferme les bureaux du commissaire général, l'autre la bibliothèque au premier étage, et le tribunal de justice maritime au rez-de-chaussée. Tout à côté s'élève une construction dont l'aspect lugubre est en rapport avec la destination : c'est en effet la maison de détention et la prison disciplinaire.

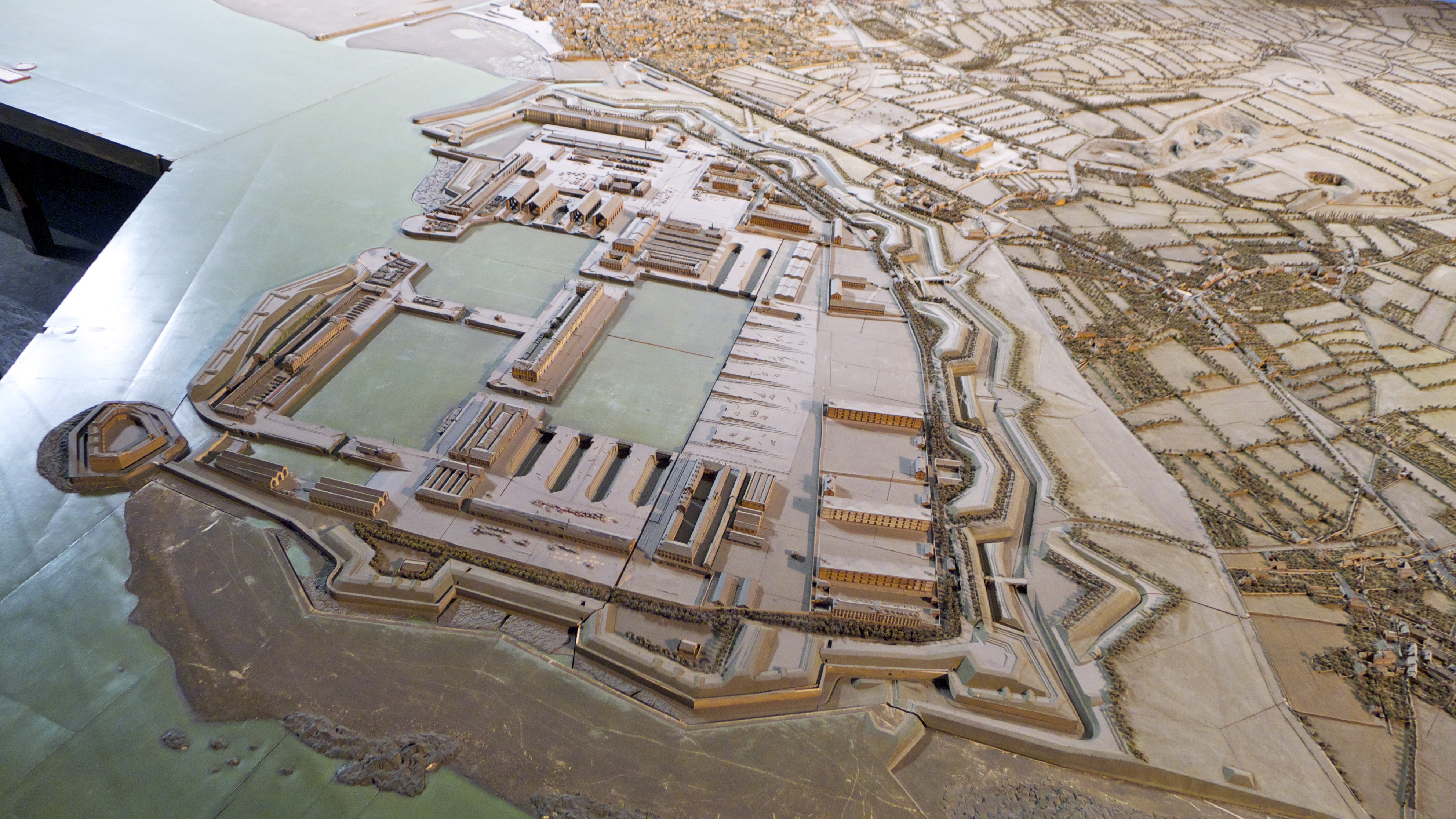
Arsenal de Cherbourg en 1872.

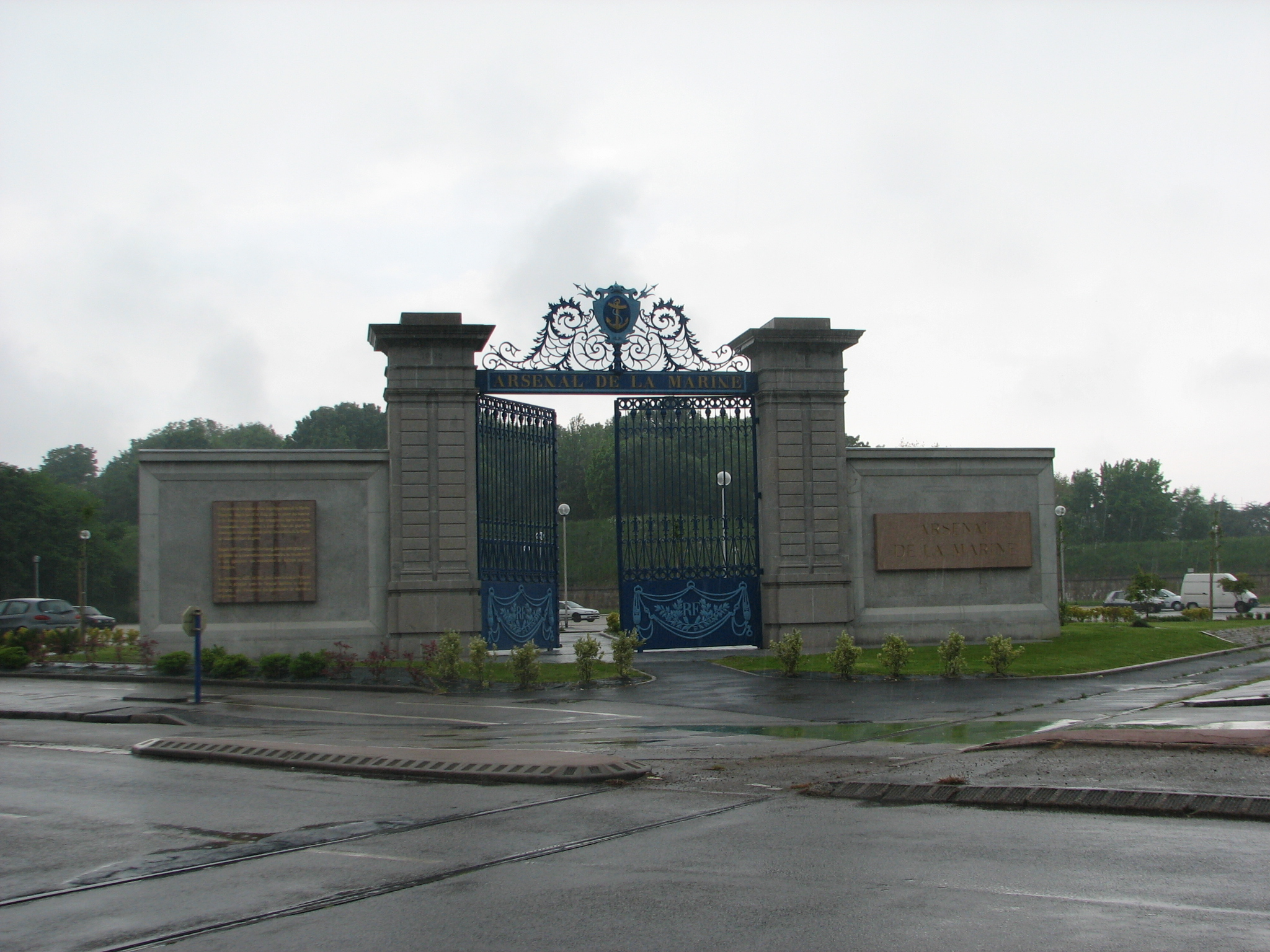
Portail de l'Arsenal.

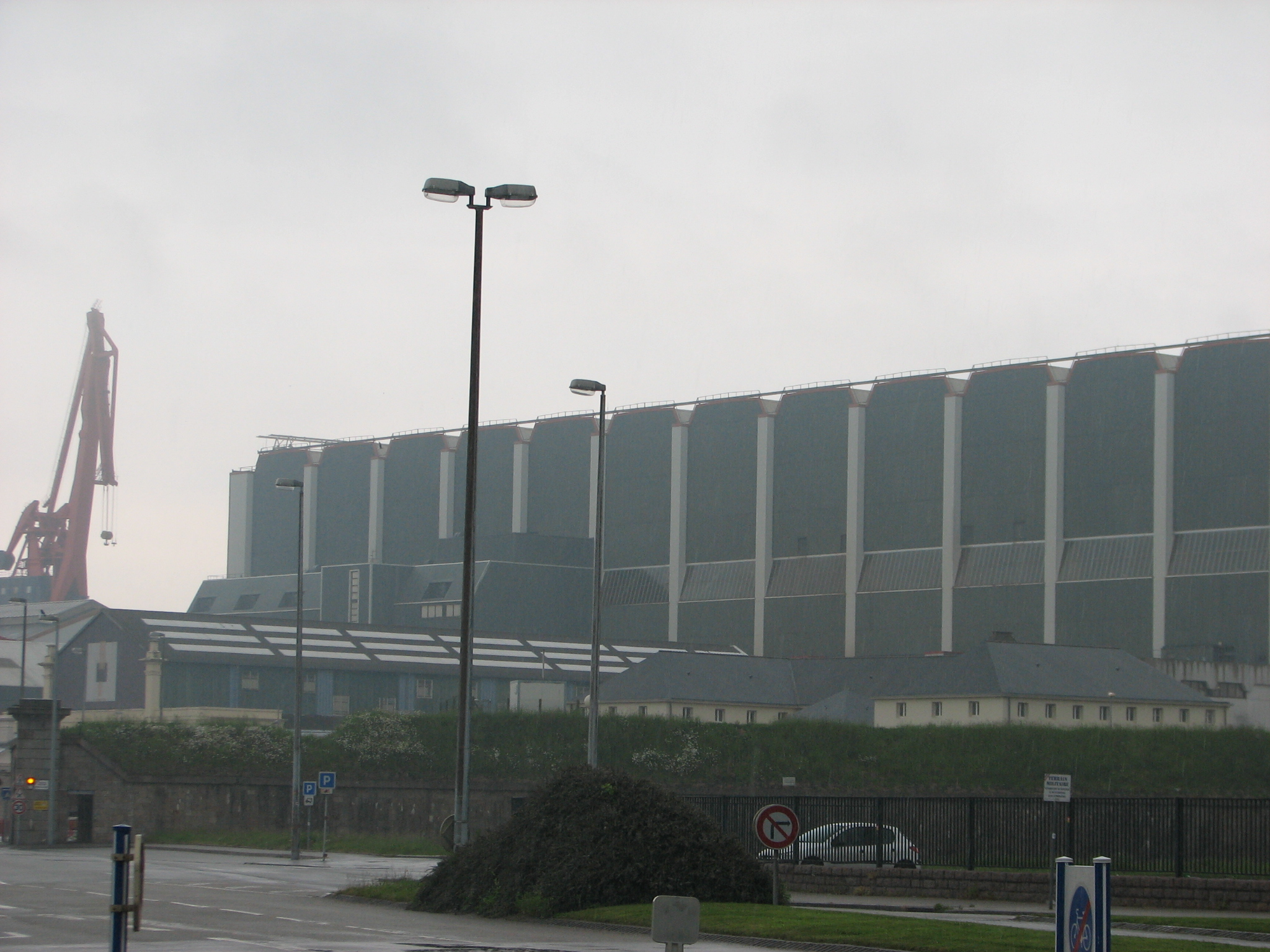
Halles de fabrication de Naval Group dans l'enceinte de l'Arsenal.

En entrant dans le port militaire, on est frappé de la sévérité que présente l'ensemble des différents établissements de la marine. Malgré l'activité des ouvriers et des matelots, tout y est froid et imposant. À droite s'étendent parallèlement deux immenses hangars. L'un sert à mettre à l'abri les matériaux destinés aux constructions navales, tandis que l'autre contient la voilerie, la poulierie, l'atelier des embarcations, la salle des gabarits et celle des modèles. À l'extrémité de ces hangars se trouve la cale Chantereine, où l'on construit de légers bateaux à vapeur, et où les canots des navires viennent chercher les vivres journaliers que leur distribuent les agents des subsistances. Le long des fortifications qui protègent l'arsenal du côté de la rade, nous rencontrons un vaste bâtiment, renfermant l'atelier des forges, des martinets et une fonderie considérable. En le suivant dans toute sa longueur, nous arrivons au musoir Sud de l'avant-port que ferme pendant la nuit une énorme chaîne tirée à fleur d'eau.
L'avant-port a été creusé dans le roc vif et n'a pas demandé moins de dix années d'un travail soutenu, avant de pouvoir être inauguré, cérémonie qui eut lieu le 27 août 1813, en présence de l'impératrice Marie-Louise. Il a 292 mètres de longueur sur 236 mètres de largeur, et environ 50 pieds de profondeur au-dessous des hautes mers. L'ouverture de la passe, indiquée par deux musoirs construits, de même que les quais, en granit de Fermanville, petit village situé auprès du cap Lévi, est d'environ cent mètres. Non loin du musoir nord, que surmonte la batterie de Salut, on voit une frégate démâtée, sur laquelle flotte un pavillon. C'est un lieu de pénitence à l'usage des officiers, satiriquement nommé l'Amiral. Dans la partie sud de l'avant-port, s'élèvent quatre cales couvertes. Leur charpente, d'un travail remarquable, repose sur des piliers de granit d'environ 30 mètres de hauteur. Elles servent à garantir les vaisseaux en construction de l'alternative funeste de la pluie et du soleil, qui, en altérant la qualité des pièces de bois principales, nuisent à la solidité de l'ensemble, et surtout à la durée de la coque. Ces cales sont séparées par une belle forme de radoub.
L'ancien bassin à flot, au nord de l'avant-port, avec lequel il communique par une écluse de 20 mètres, garnie de portes de flot et surmontée d'un pont tournant, a 291 mètres de longueur sur 217 mètres de largeur.
Bassin à flot Napoléon III. La plus grande curiosité hydrographique de l'arsenal, réalisée sous la direction de l'ingénieur Anatole Richard, consiste dans l'immense bassin qui a été inauguré le 7 août 1858 en présence de l'Empereur. Creusé dans le roc vif, à 17 mètres de profondeur, il a été terminé, ou à peu près, en l'espace de cinq années, et se recommande par les sept formes de radoub et les sept cales qui coupent avec régularité la ligne de ses quais. Deux portes de flot le mettent en communication, l'un avec l'avant-port, l'autre avec le premier bassin. C'est du côté du bassin Napoléon III, dans toute la partie ouest du port, que se trouvent les bureaux des ingénieurs, du commissariat, de l'inspection, et ceux des diverses directions du service maritime. Le long du plus grand de ces établissements, on voit, rangées symétriquement, ces ancres énormes dont le poids s'exprime par milliers de kilogrammes.
Si nous regagnons le musoir sud, nous rencontrons bientôt à gauche la direction d'artillerie. À l'intérieur, on doit visiter une magnifique salle d'armes, où l'œil est ébloui par l'éclat des fusils disposés avec un ordre parfait sur leurs râteliers, et où les pistolets, poignards, sabres et haches d'abordage forment les dessins les plus corrects et les plus capricieux. Au-delà du parc d'artillerie et au nord de l'arsenal se trouve l'atelier de la mâture. C'est là qu'on assemble, en les joignant étroitement au moyen de cercles en fer, les différentes parties qui constituent les bas-mâts des navires de premier rang.
À l'angle nord-est de l'enceinte fortifiée, on gagne par une large chaussée le fort du Hommet, dont les boulets, se croisant avec ceux des forts extérieurs, concourent à la défense de la passe de l'ouest. Casematé et à l'épreuve de la bombe, ce fort, élevé en 1779 sur la roche du Hommet, ne compte pas moins de trois formidables batteries. »

— Émile Tessier, Extrait du Guide du touriste en Normandie, 1864.
.

### Pendant la Seconde Guerre mondiale

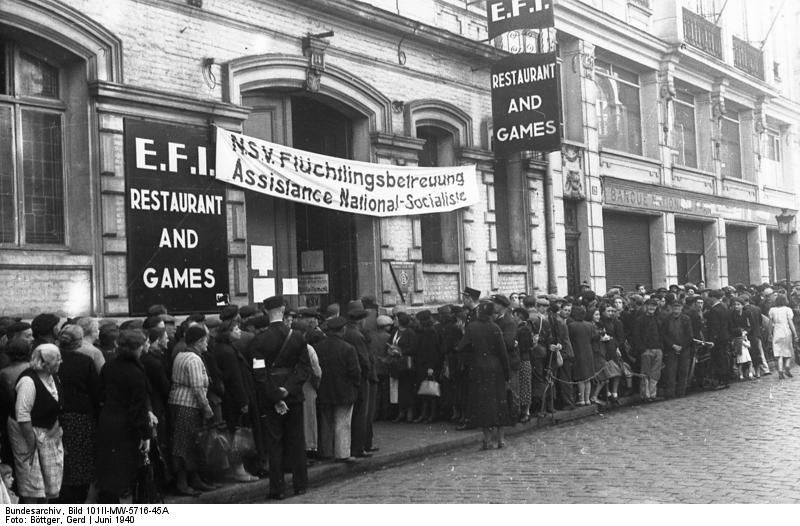
Cherbourg sous occupation allemande en 1940.

#### Prise du port par les Allemands
Deux jours après les premiers bombardements, l'armée allemande arrive le 17 juin 1940 à Cherbourg. Durant deux jours, le port devient le « Dunkerque normand », où les soldats britanniques rembarquent à la va-vite.
Le fort de l’est de la digue est détruit par la marine française.
Le lendemain, le conseil municipal déclare Cherbourg « ville ouverte » et le général Rommel reçoit la reddition de la place des mains du préfet maritime, le vice-amiral Le Bigot, qui a pris le soin de détruire auparavant les trois sous-marins en construction à l'arsenal : La Praya, Roland Morillot et La Martinique.

#### Le T 410, port allié

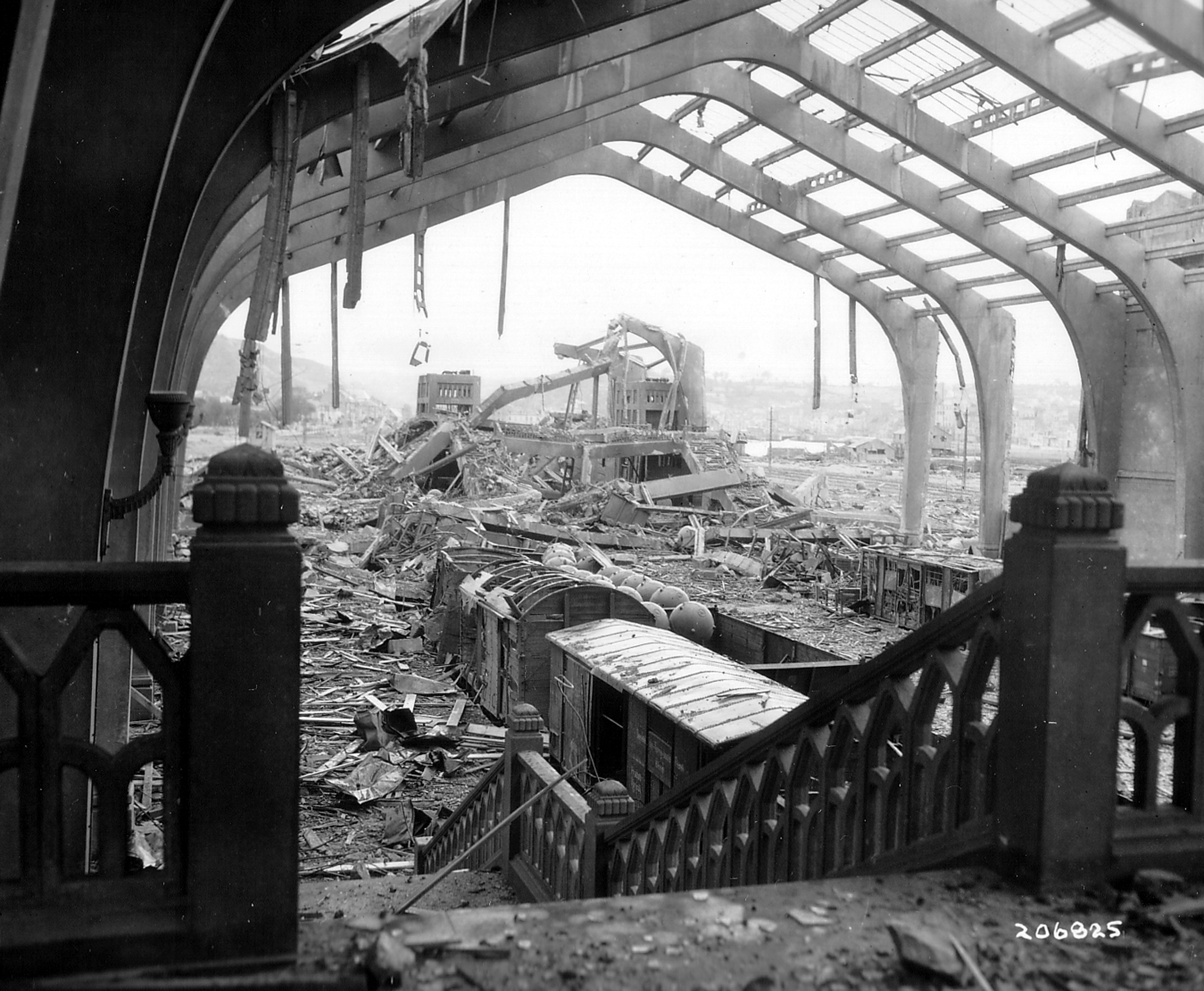
La gare maritime ravagée par les explosifs allemands.

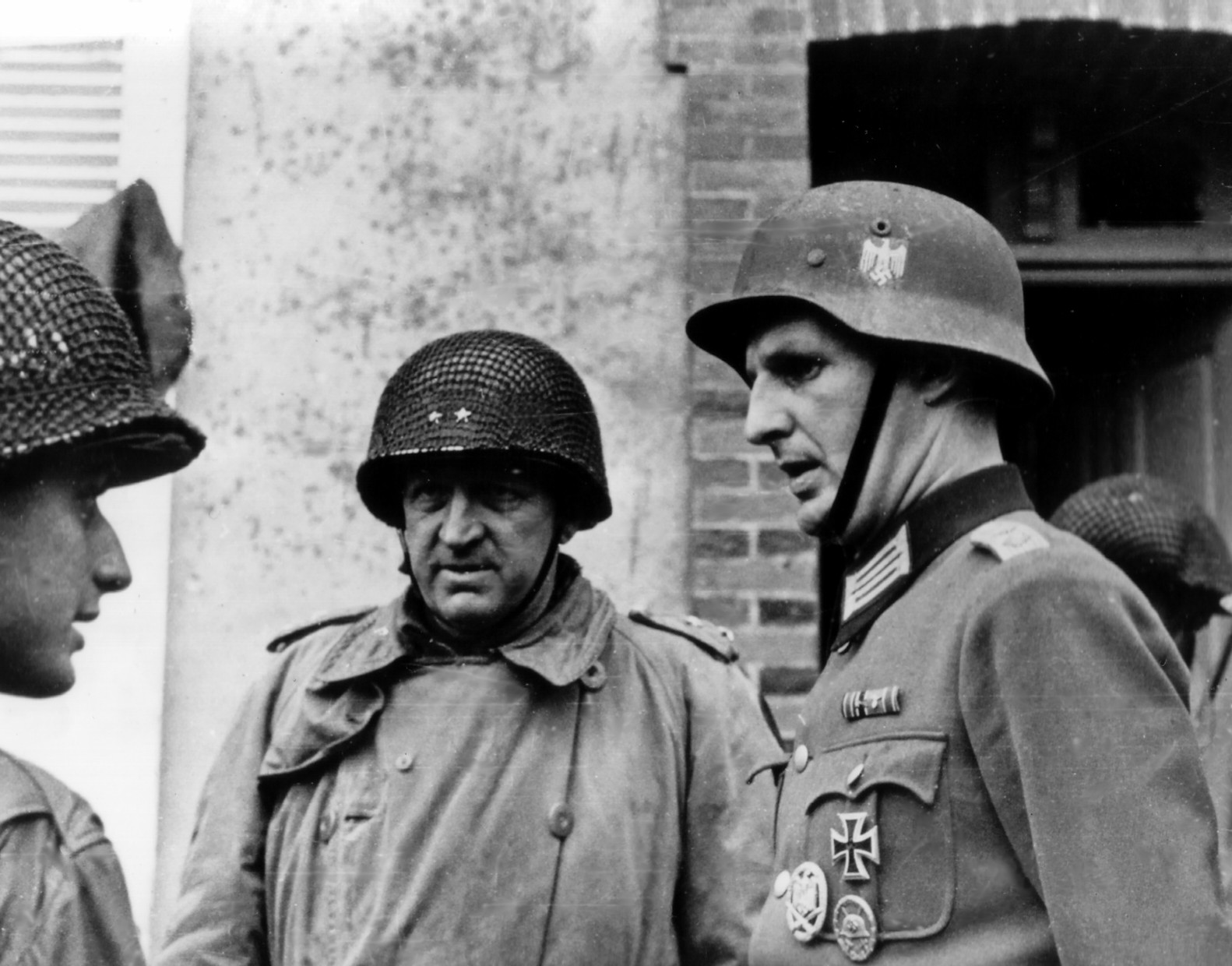
Officiers américains et allemands en négociation au moment de la libération de la ville en juin 1944.

Cherbourg, seul port en eau profonde de la région, est l’objectif premier des troupes américaines débarquées à Utah Beach. La bataille de Cherbourg doit donner aux Alliés un soutien logistique pour le ravitaillement humain et matériel des troupes. Le commandement désigne cette opération sous le nom de « T 410 ».
Les troupes américaines encerclent la ville le 21 juin. Après de furieux combats de rue et les tirs nourris des cuirassés contre les batteries allemandes le 25, après une âpre résistance du fort du Roule, le général Karl von Schlieben, l’amiral Walter Hennecke et 37 000 soldats se rendent le 26 à 16 heures au général Collins. L’arsenal et les forts de la digue résistent une journée de plus.
Après la prise de Cherbourg, les Allemands ayant consciencieusement démoli et miné le port, les premiers navires n'y accostent qu'à la fin de juillet. Il faut attendre la mi-août pour que le port soit en partie utilisable.
À l'occasion du 14 juillet 1944, la place du Château, rebaptisée place du Maréchal-Pétain sous l'Occupation, devient place Général De Gaulle, tandis que le quai de l'Ancien-Arsenal va être nommé quai Lawton-Collins.
En un mois, les troupes américaines du Fourth Major Port of Embarkation et celles françaises du corps des transports remettent en état le port, complètement rasé par les Allemands et les bombardements, qui peut alors accueillir les premiers Liberty Ships. Dès lors, et jusqu’à la libération des accès du port d'Anvers en novembre 1944, le débarquement journalier des approvisionnements et du matériel militaire fait de Cherbourg le plus grand port du monde. Le trafic y sera le double de celui du port de New York. C'est là qu'arrive pour le front le carburant (PLUTO) et d'où partent pour les combats, les hommes et le matériel (la Red Ball Express par route et le Toot Sweet Express par voie ferrée). D’où l'acharnement allemand à interdire son accès : navires, remorqueurs, grues et autres engins ayant été jetés à l'eau dans les bassins et dans la rade et le port devenant ainsi inutilisable. En novembre 1944, la commission locale des renflouements de Cherbourg est créée : sa mission est de tout mettre en œuvre pour renflouer les navires qui peuvent l'être et de déblayer tous les accès au port.
Le 24 décembre 1944, le cargo belge Léopoldville, chargé de 2 237 soldats américains de la 66e division d’infanterie, les Black Panthers, est torpillé par un sous-marin allemand au large de Cherbourg. On dénombre 763 morts et 493 disparus.
Cherbourg est rendue à la France par les Américains le 14 octobre 1945. Elle est citée à l’ordre de l’armée le 2 juin 1948 et reçoit la Croix de guerre avec palme : « Ville patriote qui a joué un rôle considérable dans les batailles menées en 1944 sur le front occidental, libérée les 26 et 27 juin par les troupes de la première armée américaine, s'est aussitôt mis au travail avec ardeur ; ses spécialistes, ses ouvriers de l’arsenal et ses dockers aidant les Américains ont permis l’utilisation rapide du port, malgré les dégâts qu’avaient subis ses installations, les épaves échouées dans les passes, et les mines qui y pullulaient, a été pendant des mois le déversoir en hommes et en matériel de tout le potentiel de guerre américain. »

## Base navale
Cherbourg est l'une des trois bases navales de France métropolitaine avec Brest et Toulon, même si avec le départ de la flottille du Nord (FLONOR), Cherbourg a perdu de son importance comme base navale. La flottille de la Manche (Flomanche) est destinée à la surveillance de la Manche et de la mer du Nord.
La base navale abrite sur 120 hectares, 22 bâtiments militaires :
- les patrouilleurs de service public de la Marine nationale : Flamant, Pluvier et Cormoran ;
- les remorqueurs RPC12 Fréhel, Saire et Kéréon ;
- les remorqueurs portuaires RP 10 Le Gravelot, La Mouette, Le Fou, La Macreuse et Le Labbe.
- les pousseurs classe 6 tonnes Sprat et Orphie.
- le bâtiment base de plongeurs démineurs Vulcain ;
- le chaland multi-missions (CMM) Araignée (Y627)
- les vedettes d’intervention Acanthe et Magnolia ;
- la Vedette Côtière de Surveillance Maritime (VCSM) Maroni et la vedette de surveillance Armoise de la gendarmerie maritime[7].
- la Vedettes de Sûreté Maritime et Portuaire (VSMP) Heaume de la gendarmerie maritime.
- la Vedettes d’Intervention sur Rade (VIR) des marins pompiers, La Divette (Y785).

S'y trouvent aussi :
- le remorqueur affrété par l’État Abeille Liberté[8] ;
- le bâtiment de soutien, d'assistance et de dépollution affrété par l'État Argonaute[8] ;
- le patrouilleur des Douanes le Vent d'Amont (DF27) Type VGC 28 qui a remplacé la vedette Vent d'Amont (DF40).

Futurs navires :
- Un bâtiment-base de plongeur démineur de nouvelle génération.
- trois patrouilleurs hauturiers
- trois patrouilleurs côtiers de nouvelle génération de la gendarmerie maritime.
- deux vedettes de fusiliers marins (VFM) - Vosges et Flandres - livraison prévue en 2024 ;
- trois remorqueurs portuaires côtiers (RPC) de classe 30 tonnes (RPC30).

## Arsenal
L'arsenal de Cherbourg est spécialisé dans la construction de sous-marins. Ceux-ci sont à propulsion nucléaire pour la France (SNLE de classe Le Triomphant et les SNA classe Suffren), ou à propulsion classique diesel-électrique pour l'exportation (type Scorpène).
Face à la baisse des besoins, la Marine a depuis les années 2000 ouvert l'enceinte de l'arsenal au secteur privé. Elle loue dans la partie nord 50 000 m2 de terrain à deux entreprises : le centre de gestion sécurisé d'Euriware (100 employés) et les chantiers navals Ican (170 salariés), spécialisés dans la construction des bateaux de service.

### Filmographie
Cherbourg Logistique Port T410 d'Yves Léonard, documentaire, 2004, 56 min